# Grotto
 (avril 2019).
Si vous disposez d'ouvrages ou d'articles de référence ou si vous connaissez des sites web de qualité traitant du thème abordé ici, merci de compléter l'article en donnant les références utiles à sa vérifiabilité et en les liant à la section « Notes et références ».

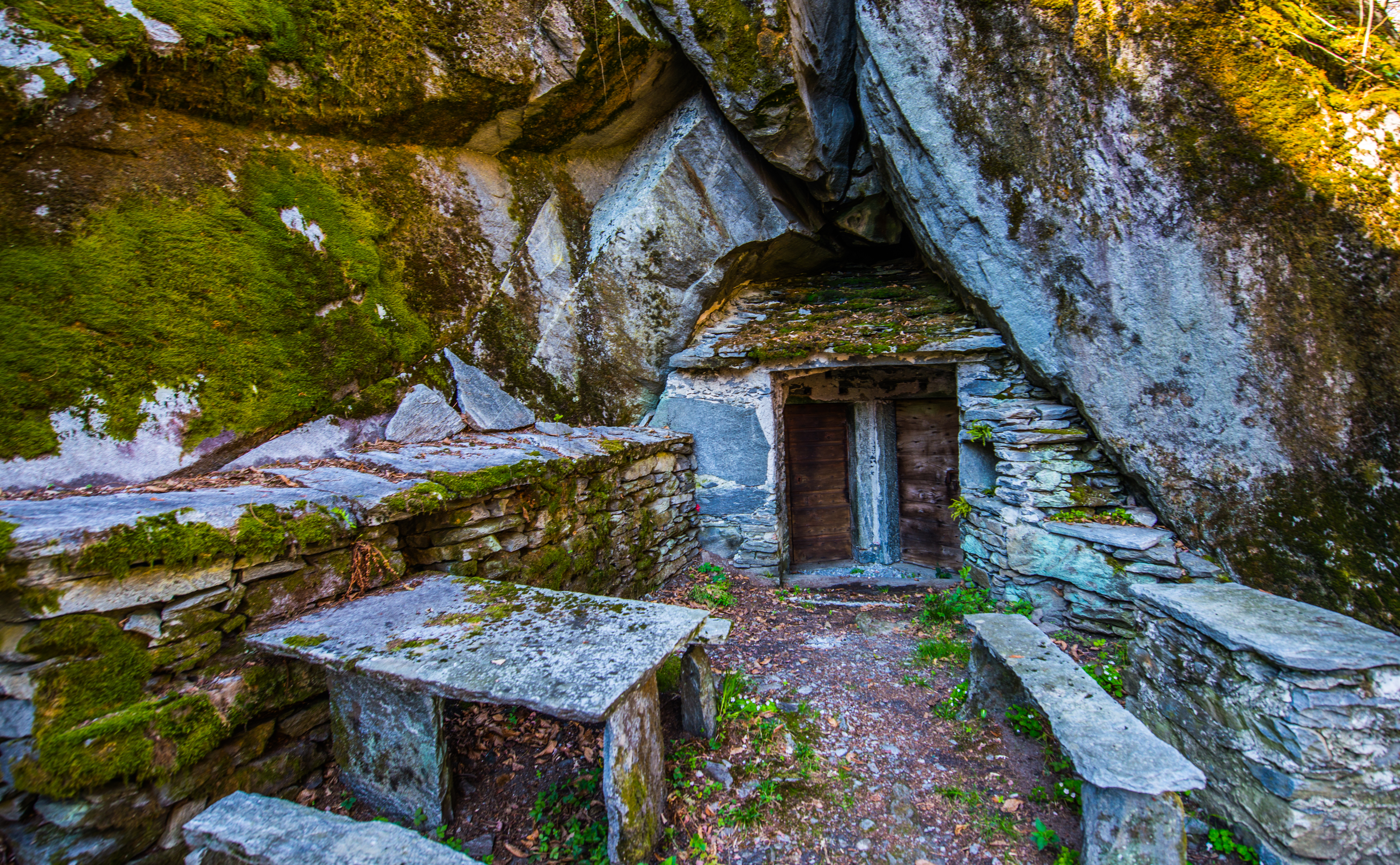
Un grotto originel à Cevio.

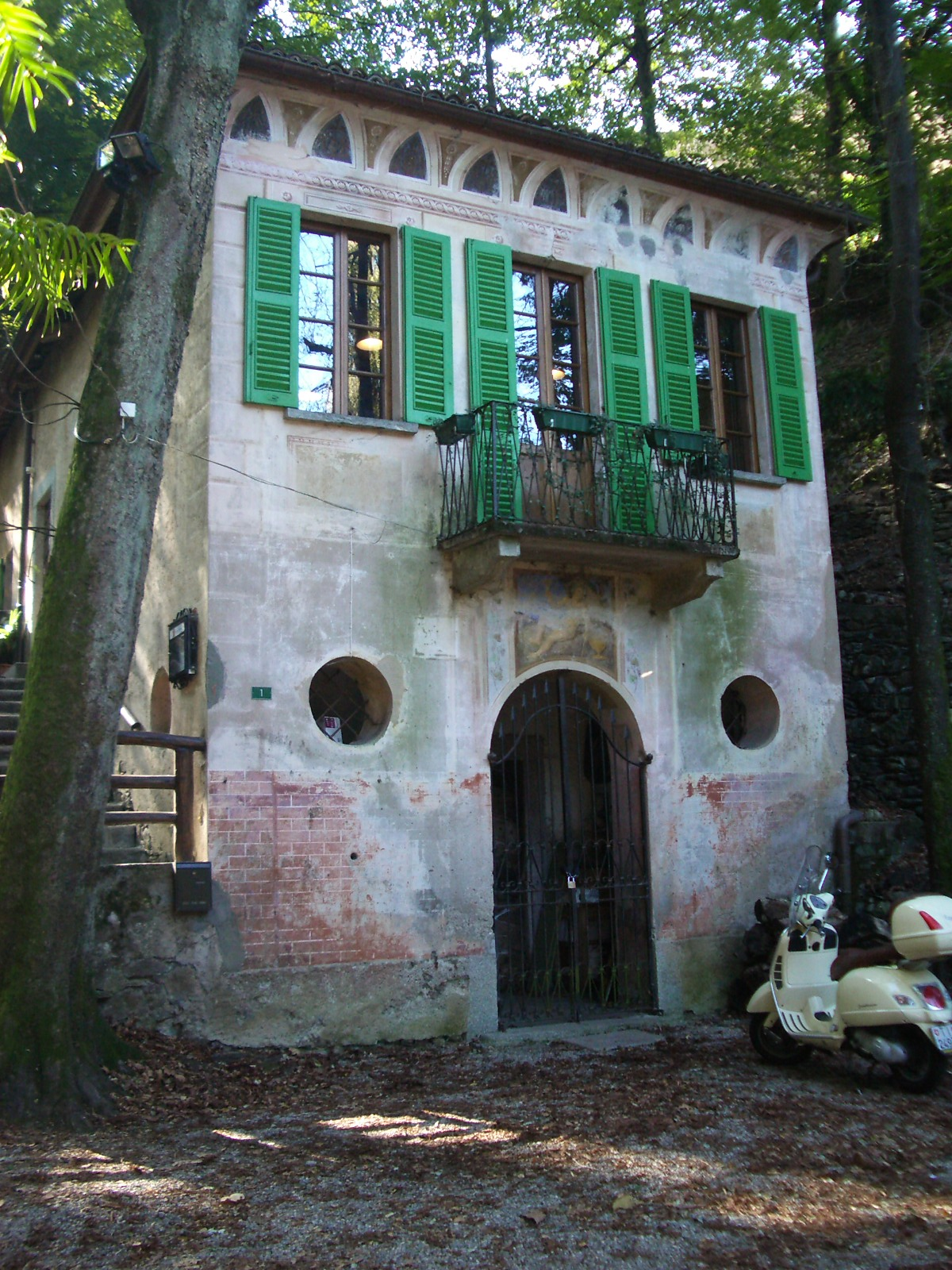
Le grotto Morchino à Pazzallo-Lugano, mentionné dans le roman de Hermann Hesse, Le Dernier Été de Klingsor, 1920.

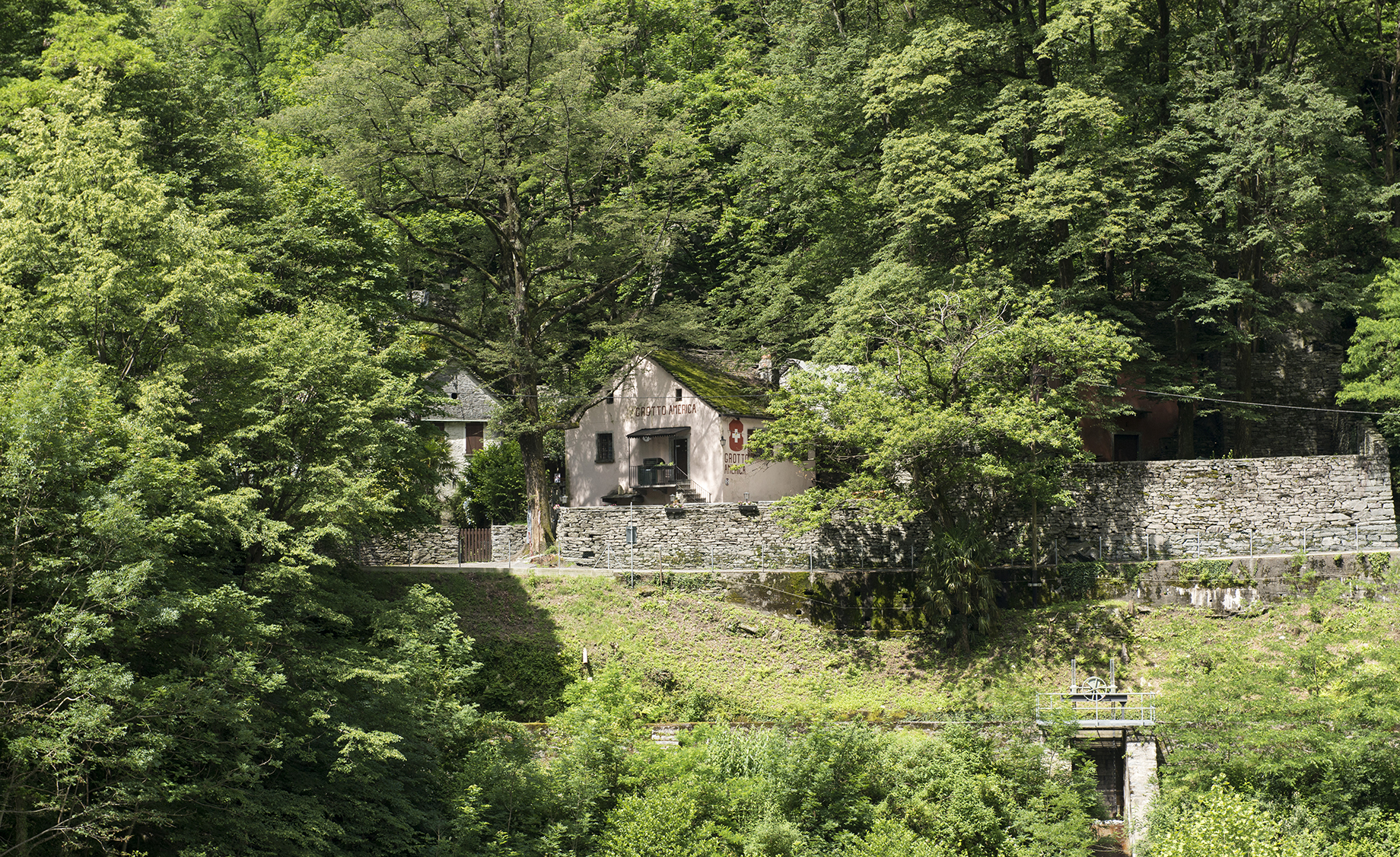
Un grotto dans le Vallemaggia.

Un grotto est un restaurant en plein air typique de la Suisse italienne (canton du Tessin et Grisons italophones) servant une cuisine régionale.

## Origine du terme
Le nom vient de grottes naturelles où la population rurale du Tessin conservait vin, jambon et fromage. Les méthodes modernes de réfrigération rendant ce type de conservation superflu, de nombreux paysans ont transformé ces grottes de stockage en lieux de rencontre pour la dégustation de vin ou d'autres produits. Au XIXe siècle, les premières licences d'établissement ont été émises et au cours du XXe siècle, les grottes sont devenues des auberges publiques, dont la fonction était presque indiscernable de celle d'une trattoria.
Un grotto au sens moderne n’est souvent plus une cave en pierre, mais une simple maison traditionnelle en pierre, généralement avec des tables et des bancs en granit. Contrairement au passé, la restauration se situe essentiellement à l’extérieur, à l'ombre de vieux arbres. La plupart des grotti ne sont ouverts que pendant la saison estivale.

## Bar à vin et cuisine régionale
Les plats typiques sont les fromages locaux à pâte dure et à pâte molle, le fromage de chèvre, la charcuterie telle que le salami et la mortadelle faits maison, des antipasti et du poisson mariné, du minestrone et de la polenta, servis avec du strachin (fromage semblable au gorgonzola), le risotto aux champignons, le rôti tessinois froid ou chaud avec salade et pommes de terre rissolées. Pour le dessert, il y a le zabaglione, la tarte de pain (torta di pane) et les pêches au vin.
Du boccalino (de), un petit pichet en argile bulbeuse avec manche, on boit du merlot, du nostrano ou du barbera, parfois mélangé avec du gassosa (de). Toutefois, ce bol n’est pas le récipient traditionnel tessinois pour le vin. Dans le pays, le vin se boit souvent dans une simple tasse sans anse (tazzino, appelé ul tazzin dans le dialecte tessinois).
Bien que de nombreux grotti soient devenus de nos jours des sites touristiques, dans les zones rurales où le padrone sert des spécialités régionales et comprend la communication sociale comme équivalant à une dégustation, le caractère authentique est toujours reconnaissable.